# Шумков, Дмитрий Владимирович
Дми́трий Влади́мирович Шумко́в (23 января 1972, Сарапул — 4 декабря 2015, Москва) — российский юрист, инвестор и филантроп. Владелец спорткомплекса «Олимпийский» в Москве с 2014 года Лауреат высшей юридической премии Российской Федерации «Юрист года» (2012). Входил в топ-10 юристов России по версии журнала «Русский репортёр»..

## Биография
Окончил юридический факультет Удмуртского государственного университета. В 1990-х годах работал в Удмуртии в органах Прокуратуры РФ. После ухода с государственной службы основал юридическую компанию «Правоком», которая, объединившись с компанией «Юракадемия: Кутафин и партнёры», была преобразована в «Юридическую группу», в которой Шумков стал председателем комитета партнёров. Она первой из российских юридических компаний получила права на сопровождение международных сделок Правительства Российской Федерации, в том числе юридические консультации по вопросам: размещения государственных ценных бумаг Российской Федерации на российском и международном рынках капитала; взаимодействия Минфина России с международными рейтинговыми агентствами; предоставления государственных экспортных и финансовых кредитов иностранным заемщикам; урегулирования долговых требований Правительства Российской Федерации к иностранным государствам-заёмщикам; управления суверенными фондами Российской Федерации.
Был членом партии «Союз правых сил». В 2003 году баллотировался в депутаты Госдумы по списку СПС и одномандатному округу в Удмуртской Республике.
В 2006 году совместно с академиком РАН Олегом Кутафиным выступил инициатором создания Центров оказания бесплатной юридической помощи для малообеспеченных граждан. По состоянию на 1 июня 2015 года в России было создано более 756 постоянно действующих центров, в которых только за период с 2011 по 2015 годы квалифицированную правовую поддержку на безвозмездной основе получили свыше 400 000 человек.
В рамках реализации данного проекта Шумков через свой Благотворительный фонд профинансировал строительство и оснащение двух межвузовских Ситуационных центров правовых инициатив — в МГУ имени М. В. Ломоносова и МГЮА имени О. Е. Кутафина. Также Благотворительный фонд Дмитрия Шумкова профинансировал оснащение современным оборудованием юридической клиники СПбГУ.
С 2012 года Шумков был председателем Совета «Центра правовых инициатив» (ЦПИ).
Шумков был инициатором проекта открытия центров по изучения российского права за рубежом. С начала 2000-х годов инвестировал в девелоперские проекты.

### Смерть
Скончался 4 декабря 2015 года в Москве. По предварительным выводам следствия, смерть наступила в результате самоубийства, путём повешения. Труп был обнаружен охранником в гардеробной личных апартаментов бизнесмена в башне «Федерация» в Москва-Сити, предположительно через 5 часов после смерти, последовавшей в результате асфиксии. 5 декабря 2015 года СК РФ объявил о проведении доследственной проверки по делу.
Похоронен на Кунцевском кладбище.

## Образование, научная и преподавательская деятельность
- Удмуртский государственный университет
- Российская академия народного хозяйства и государственной службы при Президенте Российской Федерации

- 1999 г. — кандидатская диссертация на тему «Система органов государственной власти республик — субъектов Российской Федерации»
- 2002 г. — докторская диссертация на тему «Социально-правовые основания государственного суверенитета Российской Федерации»[14]. Научный консультант — Джангир Али-Аббасович Керимов, профессор, член-корреспондент Российской академии наук.

Профессор кафедры Государственного управления и правового обеспечения государственной и муниципальной службы Академии народного хозяйства и государственной службы при Президенте РФ (РАНХиГС), научный руководитель Института энергетического права Московской государственной юридической академии имени О. Е. Кутафина (МГЮА), член Президиума Ассоциации юристов России (АЮР), председатель комиссии по правовому регулированию в сфере энергетики Ассоциации юристов России, член научно-консультативного Совета при Генеральной прокуратуре Российской Федерации.
Автор более 100 научных публикаций, в том числе монографий: «Основы учения о праве и государстве» (в соавторстве с Д. А. Керимовым), «Государственный суверенитет России — история и современность», «Система органов исполнительной власти и исполнительных органов местного самоуправления в республиках — субъектах РФ», «Реформирование системы органов исполнительной власти республик — субъектов РФ», «Политико-правовой механизм взаимодействия федеральных и региональных органов исполнительной власти и государственный суверенитет РФ».

## Профессиональная деятельность
В 1994—1999 годы Дмитрий Шумков работал в органах Прокуратуры РФ.
В 1999 году основал юридическую компанию «Правоком», осуществлявшую правовое обеспечение деятельности ведущих предприятий топливно-энергетического комплекса и промышленности.
С 1999 года — преподаватель, профессор кафедры Государственного управления и правового обеспечения государственной и муниципальной службы Академии народного хозяйства и государственной службы при Президенте РФ (РАНХиГС).
В 2005 году юридические компании «Правоком» и «Юракадемия: Кутафин и партнёры» образовали «Юридическую группу», в которой Д. В. Шумков стал председателем комитета партнёров.
«Юридическая группа» первой из российских юридических компаний получила права на сопровождение международных сделок правительства Российской Федерации, в том числе юридические консультации по вопросам: размещения государственных ценных бумаг Российской Федерации на российском и международных рынках капитала; взаимодействия Минфина России с международными рейтинговыми агентствами; предоставления государственных экспортных и финансовых кредитов иностранным заемщикам; урегулирования долговых требований правительства Российской Федерации к иностранным государствам-заёмщикам; управления суверенными фондами Российской Федерации.
«Юридическая группа» была выбрана единственным консультантом для правового сопровождения преобразования первой Государственной корпорации «Российская корпорация нанотехнологий» в открытое акционерное общества «Роснано». «Юридическая группа» представляла интересы ведущих российских компаний — Сбербанк, Газпром, ГК «Российские технологии».
В 2006 году совместно с академиком Олегом Кутафиным выступил инициатором создания Центров оказания бесплатной юридической помощи для малообеспеченных граждан. По состоянию на 1 июня 2015 года в России было создано более 756 постоянно действующих центров оказания бесплатной юридической помощи населению. В Ассоциации юристов России функционируют 84 региональных отделения и более 500 местных отделений, в рамках которых также работают центры оказания бесплатной юридической помощи.
Благотворительный фонд Дмитрия Шумкова профинансировал также оснащение современным оборудованием юридической клиники СПбГУ.
С 2012 года Дмитрий Шумков возглавлял «Центр правовых инициатив» (ЦПИ). Центр образован в соответствии с Поручением Президента Российской Федерации от 17 июля 2012 года № Пр-1796 на базе ведущих юридических научно-образовательных учреждений Российской Федерации: юридического факультета Московского государственного университета имени М. В. Ломоносова (МГУ), юридического факультета Санкт-Петербургского государственного университета (СПбГУ) , Московского государственного юридического университета имени О. Е. Кутафина (МГЮА), Уральской государственной юридической академии (УрГЮА). На «Центр правовых инициатив» возложена организация отбора и обобщения предложений по совершенствованию новой редакции Гражданского кодекса РФ с ежемесячным представлением Президенту РФ доклада о возможности их реализации.

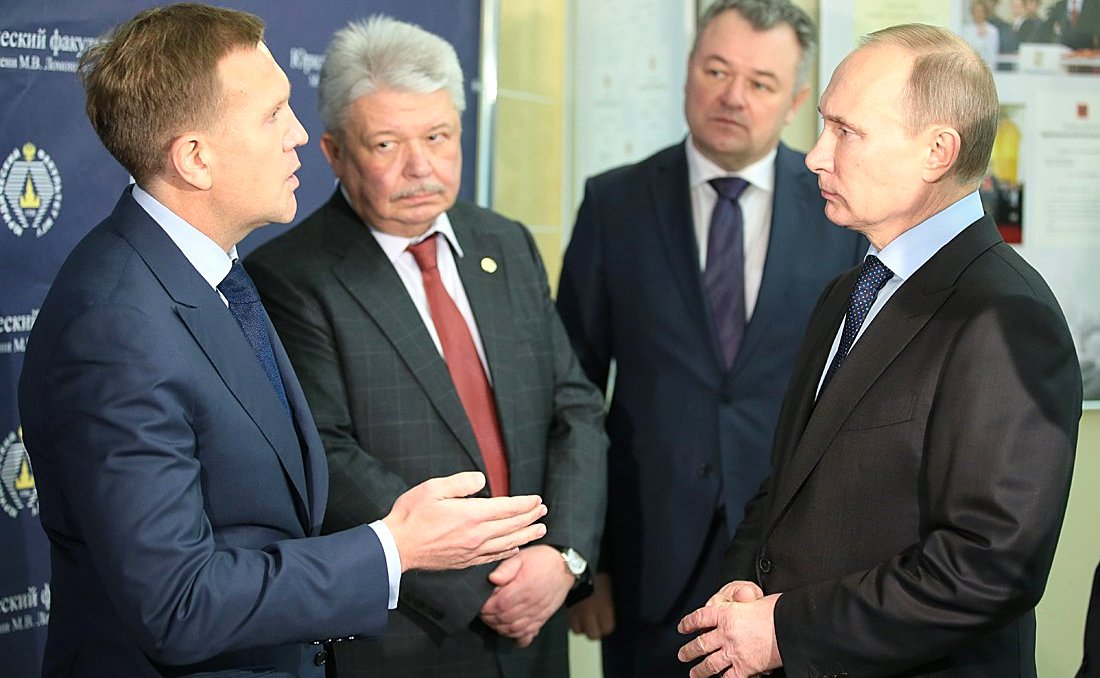
Владимир Путин, Дмитрий Шумков (слева) и руководители ключевых российских юридических вузов и факультетов России во время визита Президента РФ в МГУ

3 декабря 2013 года Президент РФ Владимир Путин встретился с председателем Совета Центра правовых инициатив Дмитрием Шумковым и членами Совета Центра — руководителями ключевых российских юридических вузов и факультетов. Дмитрий Шумков представил итоги работы ЦПИ по сбору и обобщению предложений в проект новой редакции Гражданского кодекса РФ и проинформировал главу государства о планах создания образовательных центров российского права за рубежом. Владимир Путин дал высокую оценку проведённой работе и обсудил с членами Совета перспективы работы Центра.
Инициатор проекта открытия центров по изучения российского права за рубежом.
В 2012 году во время президентской избирательной кампании Дмитрий Шумков — Председатель Совета Ситуационного центра «Выборы-2012». 1 февраля 2012 года в первый день избирательной кампании в сопровождении Председателя Совета Ситуационного центра «Выборы-2012» Дмитрия Шумкова Центр посетил кандидат в Президенты РФ, Председатель Правительства РФ Владимир Путин и высоко оценил уровень организации работы Ситуационного центра «Выборы−2012».
6 марта 2012 года сразу же после окончания избирательной кампании избранный Президент РФ Владимир Путин вместе с Дмитрием Шумковым вновь побывал в Ситуационном центре и поблагодарил юристов за работу.

## Бизнес

### Инвестиционная деятельность
Шумков был инвестором в индустрию высоких технологий. Через компанию «Центр взаимодействия компьютерных сетей» (ЦВКС) владел блокирующим пакетом в «Московский Internet eXchange» (MSK-IX).
Через компанию «Центр взаимодействия компьютерных сетей» (ЦВКС) владел блокирующим пакетом лидера российского рынка CDN (Content Delivery Network, услуги доставки контента) NGENIX.
8 сентября 2011 года Дмитрий Шумков представил реализованную совместно с ОАО «Газпромбанк» систему управления современным университетом Председателю правительства Российской Федерации В. В. Путину.

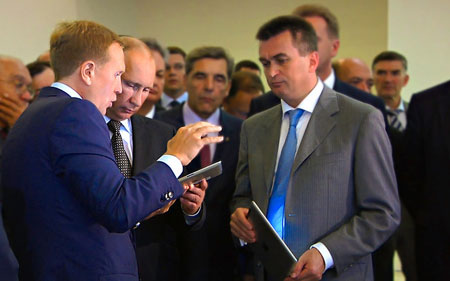
Владимир Путин, Дмитрий Шумков (слева) и Владимир Миклушевский во время посещения Президентом РФ Дальневосточного государственного университета.

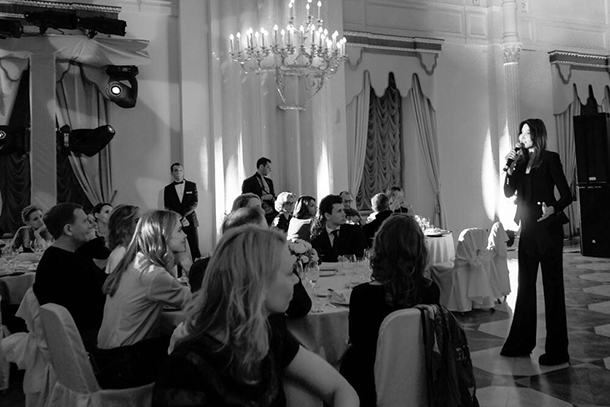
Дмитрий Шумков, Наталья Водянова и другие смотрят выступление Карлы Бруни в Мраморном дворце.

В сентябре 2012 года сразу по окончании Саммита АТЭС во Владивостоке Дмитрий Шумков представил Президенту РФ Владимиру Путину комплекс технологического оборудования, которым оснащён Дальневосточный Федеральный университет (ДВФУ). По оценке Президента РФ, по технологическому оснащению ДВФУ не уступает ведущим университетам мира.

### Девелоперские проекты
С начала 2000-х годов Дмитрий Шумков инвестировал в девелоперские проекты. Был инвестором масштабного проекта по реконструкции ряда зданий в Китайгородском проезде и по улице Варварка, являющегося значимой частью строительства парка «Зарядье». В частности, он приобрёл ряд зданий в Китайгородском проезде, непосредственно примыкающим к возводимому на месте снесённой гостиницы «Россия» парку «Зарядье». В 2014 году инвестор выкупил у Правительства Москвы комплекс зданий на Варварке, 14, строения 1 и 2, также в непосредственной близости от будущего парка. По заявлениям московских властей.
Шумков являлся совладельцем СК Олимпийский.

### Прочее
Шумков являлся совладельцем одного из крупнейших в мире месторождений платины Норильск-1 («Русская платина»).

## Благотворительность
Благотворительный фонд Дмитрия Шумкова оказывает поддержку юридическим и частным лицам в области образования, спорта, науки и культуры.